# スマートムーブ
スマートムーブ (和製英語：Smartmove) とは、日本の環境省がSDGsの観点から推奨する、CO2の排出量が少ない移動手段を、通勤・通学、買い物、旅行などの日々の移動で選ぶこと。
スマートムーブの具体例を挙げると、徒歩や自転車、公共交通機関などが挙げられる。たとえば自家用車を個別で使うより、路線バスに乗車し集団で移動する方が、CO2の排出が抑えられる。

## 交通機関別CO2排出量・燃費の比較
|                       | 貨物用航空機 | 自家用貨物車(普通トラック) | 普通自動車 | 営業用貨物車(大型トラック) | 旅客用航空機 | バス  | 船舶    | 電車 |  |
| --------------------- | ------------ | -------------------------- | ---------- | -------------------------- | ------------ | ----- | ------- | ---- |  |
| CO2排出量(g)          | 1460         | 980                        | 179        | 140                        | 109          | 51    | 40      | 19   |  |
| 1kmあたりの燃料費(円) | 1000         | 25~15                      | 20~10程度  | 30~60                      | 1000~800     | 90~45 | 106,000 | 4000 |  |